# Schachweltmeisterschaft 1934
Die Schachweltmeisterschaft 1934 war der 14. Zweikampf um den Titel des Weltmeisters im Schach. Sie fand als Rückkampf der Schachweltmeisterschaft 1929 vom 1. April bis 14. Juni 1934 in zwölf deutschen Städten statt. Titelverteidiger Alexander Aljechin besiegte Efim Bogoljubow mit 8 zu 3 Siegen bei 15 Remispartien. Das Match war ursprünglich auf das beste Ergebnis aus 30 Partien sowie sechs Siege angelegt, wobei Aljechin beim Stand von 15:15 seinen Titel behalten sollte. Nach 26 Partien befand er sich jedoch bereits uneinholbar in Führung, womit das Duell entschieden war.

## Organisation

Ministerialrat Herbert Kraft (NSDAP) als Leiter des Badischen Schachverbandes ermöglichte den Vertrag um die Schachweltmeisterschaft 1934

Seit der Schachweltmeisterschaft 1929 gab es mehrere Versuche José Raúl Capablancas, der von 1921 bis 1927 Schachweltmeister gewesen war, einen weiteren Zweikampf mit Aljechin zu organisieren. In den 1920er und 1930er Jahren traten auch weitere aufstrebende starke Spieler hervor. Dennoch wurde festgelegt, dass Aljechins Gegner Bogoljubow sein würde, was in der Schachwelt wegen der angenommenen Überlegenheit Aljechins als Schaukampf empfunden wurde. So meinte beispielsweise Savielly Tartakower, ein besserer Kontrahent für Aljechin zu sein.
Erst am 23. Dezember 1933 kam es in Karlsruhe zur Unterzeichnung eines Vertrages um einen neuen Zweikampf zwischen Aljechin und Bogoljubow. Der Leiter des Badischen Schachverbandes, Ministerialrat Herbert Kraft, hatte den Vertrag ermöglicht. Am 1. März 1934 berichteten die Deutschen Schachblätter, dass der Wettkampf am Ostersonntag beginnen sollte. Herbert Kraft war es gelungen, die Spieltermine in verschiedenen süddeutschen Städten unterzubringen. Bereits zu dieser Zeit liefen jedoch laut niederländischen Zeitungen die Vorbereitungen zur Schachweltmeisterschaft 1935 zwischen Aljechin und Max Euwe in den Niederlanden.
Herbert Kraft sorgte als Landesverbandsleiter Badens für die Partieunterbringung. Dass er dazu entgegen der Weisungen des Großdeutschen Schachbundes (GSB) auch Städte außerhalb Badens gewann, brachte ihm später Kritik von GSB-Präsident Otto Zander ein. So schrieb Zander nach der Weltmeisterschaft in den Deutschen Schachblättern in Bezug darauf: „Hierbei handelte er nicht mehr als Landesverbandsleiter, sondern als Privatmann“. Kraft hätte Konflikte mit den zuständigen Landesverbandsleitern gehabt, die „in denselben Städten Kämpfe deutscher Spieler“ planten. Zander betrachtete Aljechin und Bogoljubow als „Russen, die in Deutschland zu Gast waren“ und kritisierte an der Nennung Bogoljubows als Deutschen Meister durch die WM-Veranstalter neben dem anderweitigen Ausgang der Deutschen Meisterschaft in Aachen auch die „Meinung, jemand könne durch Einbürgerung Deutscher werden. In Zukunft wird das Turnier um die Meisterschaft von Deutschland nur für Spieler deutschen Blutes offen sein.“ Damit reagierte er vermutlich auf die Kritik Aljechins und Bogoljubows über die Deutsche Meisterschaft in Aachen, auf die er Bezug nahm. Diese sollen sich zuvor, wie der stellvertretende Bundesleiter Ehrhardt Post in den Deutschen Schachblättern mitteilte, gegenüber einer süddeutschen Zeitung abfällig über das Turnier geäußert haben. Die Zeitung veröffentlichte daraufhin einen Sonderdruck und empfahl dem Großdeutschen Schachbund die Kenntnisnahme. Die Kosten für die Organisation des Wettkampfes beliefen sich auf 40.000 Reichsmark (nach heutiger Kaufkraft ca. 217.000 Euro), eine für damalige Schachveranstaltungen beachtliche Summe.
Der Wettkampf begann schließlich bereits am Karsamstag im Großen Kurhaussaal in Baden-Baden mit einem Begrüßungsabend. Dort wurden die Verdienste von Unterrichtsminister Dr. Bader für das Jugendschach hervorgehoben. Aljechin bezeichnete Bogoljubow in einer Rede als einen seiner gefährlichsten Gegner. Bogoljubow hob den Aufschwung des Schachs in Deutschland hervor. Bei einer von Rueb vorgenommenen Auslosung wurde festgelegt, dass Bogoljubow in der ersten Partie die weißen Steine führen sollte.
Die Bedenkzeitregelung war zweieinhalb Stunden für 40 Züge pro Spieler, danach gab es eine Hängepartie.
Herbert Kraft eröffnete den Zweikampf. Prominente Gäste waren unter anderem GSB-Schatzmeister Karl Miehe, FIDE-Präsident Alexander Rueb sowie Pierre Biscay, der kurze Zeit zuvor Präsident des Französischen Schachbunds geworden war. Als Berichterstatter für De Telegraaf und Berlingske war Aaron Nimzowitsch anwesend, der selbst als aussichtsreicher Weltmeisterschaftskandidat galt. Am Ostersonntag fand die erste Partie statt. Zum Schiedsrichter wurde Albert Hild ernannt. Als Preisfonds wurden umgerechnet etwa 10.000 US-Dollar bereitgestellt.
Ein Gästebuch, das an allen Spielorten ausgelegt war, ist erhalten geblieben und wurde 2014 als Faksimile veröffentlicht. Das Original befindet sich in der Universitätsbibliothek des Mozarteums in Salzburg. Auf 30 Doppelseiten befinden sich etwa 840 Unterschriften von Teilnehmern und vor allem auch Teilnehmerinnen bei den Simultanpartien und Gästen sowie 17 Fotos.

## Vorgeschichte der Kontrahenten
Aljechin und Bogoljubow waren erstmals im Allrussischen Turnier zu Petersburg 1914 gegeneinander angetreten. Aljechin und Nimzowitsch teilten sich dort den ersten Platz, während Bogoljubow nur den achten Platz erreichte. Dennoch gelang es Bogoljubow, Aljechin mit einem Damenopfer zu bezwingen.
Bei einem Zusammentreffen mit Bogoljubow in Hastings 1922 kam es zu einer bekannten Schachpartie, die Aljechin gewann.
Höhepunkt der bisherigen Zusammentreffen war fünf Jahre zuvor die in Deutschland und den Niederlanden stattfindende Schachweltmeisterschaft 1929, bei der Aljechin bei der Siegbedingung von sechs Siegen aus 30 Partien bereits nach 25 Partien den Weltmeistertitel verteidigte. Aljechin hatte elf, Bogoljubow fünf Partien gewonnen. Neun Partien endeten remis.
Bogoljubow, der zuletzt durch einen Abfall seiner Leistungen aufgefallen war, hatte ein intensives Studium der Eröffnungen betrieben und teilweise bis nach dem 25. Zug analysiert. Zum Zeitpunkt des Wettkampfs wohnten Aljechin in Paris und Bogoljubow in Triberg, wo er auch durch Partien gegen Hans Müller trainierte.
Hans Kmoch war als Sekundant Aljechins tätig, während Bogoljubow dazu ebenfalls auf Hans Müller zurückgreifen konnte.

## Partietabelle
Die Weltmeisterschaft wurde deutlich von Aljechin gewonnen, der so seinen Titel verteidigte. Ungewöhnlich war die hohe Anzahl an Schwarzsiegen, die bei beiden Spielern jene der Weißsiege überragte (Aljechin erzielte 5 von 8 Siegen mit Schwarz, Bogoljubow 2 von 3 Siegen). Zumindest in Summe mehr Schwarzsiege gab es bei Weltmeisterschaften danach nur noch 1951 und 2013.
| Partie | Ort               | Datum (1934)         | Weiß       | Ergebnis | Eröffnung                         | ECO-Code | Züge | Aljechin  | Bogoljubow |
| ------ | ----------------- | -------------------- | ---------- | -------- | --------------------------------- | -------- | ---- | --------- | ---------- |
| 1      | Baden-Baden       | 1.–2. April          | Bogoljubow | ½ : ½    | Damengambit                       | D50      | 65   | +0 =1 −0  | +0 =1 −0   |
| 2      | Baden-Baden       | 4. April             | Aljechin   | 1 : 0    | Halbslawische Verteidigung        | D48      | 37   | +1 =1 −0  | +0 =1 −1   |
| 3      | Baden-Baden       | 6. April             | Bogoljubow | ½ : ½    | Angenommenes Damengambit          | D22      | 27   | +1 =2 −0  | +0 =2 −1   |
| 4      | Villingen         | 11.–12. April        | Aljechin   | 1 : 0    | Halbslawische Verteidigung        | D31      | 29   | +2 =2 −0  | +0 =2 −1   |
| 5      | Villingen         | 13.–14. April        | Bogoljubow | ½ : ½    | Angenommenes Damengambit          | D26      | 35   | +2 =3 −0  | +0 =3 −2   |
| 6      | Freiburg im Brsg. | 18.–19. April        | Aljechin   | ½ : ½    | Damengambit                       | D30      | 60   | +2 =4 −0  | +0 =4 −2   |
| 7      | Freiburg im Brsg. | 20. April            | Bogoljubow | ½ : ½    | Angenommenes Damengambit          | D28      | 17   | +2 =5 −0  | +0 =5 −2   |
| 8      | Freiburg im Brsg. | 22.–23. April        | Aljechin   | ½ : ½    | Nimzowitsch-Indische Verteidigung | E24      | 64   | +2 =6 −0  | +0 =6 −2   |
| 9      | Pforzheim         | 25.–26. April        | Bogoljubow | 0 : 1    | Benoni-Verteidigung               | A44      | 46   | +3 =6 −0  | +0 =6 −3   |
| 10     | Pforzheim         | 27.–28. April        | Aljechin   | 0 : 1    | Cambridge-Springs-Variante        | D52      | 81   | +3 =6 −1  | +1 =6 −3   |
| 11     | Stuttgart         | 29. April und 1. Mai | Bogoljubow | 0 : 1    | Holländische Verteidigung         | A92      | 62   | +4 =6 −1  | +1 =6 −4   |
| 12     | Stuttgart         | 2.–3. Mai            | Aljechin   | ½ : ½    | Halbslawische Verteidigung        | D49      | 75   | +4 =7 −1  | +1 =7 −4   |
| 13     | München           | 6.–7. Mai            | Bogoljubow | ½ : ½    | Damenindischer Aufbau             | A47      | 74   | +4 =8 −1  | +1 =8 −4   |
| 14     | München           | 8. und 10. Mai       | Aljechin   | ½ : ½    | Orthodoxe Verteidigung            | D60      | 54   | +4 =9 −1  | +1 =9 −4   |
| 15     | München           | 11.–12. Mai          | Bogoljubow | ½ : ½    | Angenommenes Damengambit          | D21      | 70   | +4 =10 −1 | +1 =10 −4  |
| 16     | Bayreuth          | 13.–14. Mai          | Aljechin   | 1 : 0    | Spanische Partie                  | C77      | 43   | +5 =10 −1 | +1 =10 −5  |
| 17     | Bad Kissingen     | 20. Mai              | Bogoljubow | 0 : 1    | Angenommenes Damengambit          | D24      | 41   | +6 =10 −1 | +1 =10 −6  |
| 18     | Bad Kissingen     | 21. Mai              | Aljechin   | ½ : ½    | Colle-System                      | D05      | 28   | +6 =11 −1 | +1 =11 −6  |
| 19     | Nürnberg          | 26.–27. Mai          | Bogoljubow | ½ : ½    | Angenommenes Damengambit          | D27      | 58   | +6 =12 −1 | +1 =12 −6  |
| 20     | Nürnberg          | 27. Mai              | Aljechin   | ½ : ½    | Cambridge-Springs-Variante        | D52      | 44   | +6 =13 −1 | +1 =13 −6  |
| 21     | Karlsruhe         | 30. Mai              | Bogoljubow | 0 : 1    | Damengambit                       | D30      | 63   | +7 =13 −1 | +1 =13 −7  |
| 22     | Mannheim          | 1. Juni              | Aljechin   | ½ : ½    | Nimzowitsch-Indische Verteidigung | E35      | 42   | +7 =14 −1 | +1 =14 −7  |
| 23     | Mannheim          | 3.–4. Juni           | Bogoljubow | 1 : 0    | Angenommenes Damengambit          | D23      | 58   | +7 =14 −2 | +2 =14 −7  |
| 24     | Mannheim          | 6. Juni              | Aljechin   | 0 : 1    | Damengambit                       | D30      | 39   | +7 =14 −3 | +3 =14 −7  |
| 25     | Berlin            | 11.–12. Juni         | Bogoljubow | 0 : 1    | Slawische Verteidigung            | D11      | 44   | +8 =14 −3 | +3 =14 −8  |
| 26     | Berlin            | 14. Juni             | Aljechin   | ½ : ½    | Königsindische Verteidigung       | E67      | 24   | +8 =15 −3 | +3 =15 −8  |

## Verlauf
|   | a | b | c | d | e | f | g | h |   |
| 8 |   |   |   |   |   |   |   |   | 8 |
| 7 |   |   |   |   |   |   |   |   | 7 |
| 6 |   |   |   |   |   |   |   |   | 6 |
| 5 |   |   |   |   |   |   |   |   | 5 |
| 4 |   |   |   |   |   |   |   |   | 4 |
| 3 |   |   |   |   |   |   |   |   | 3 |
| 2 |   |   |   |   |   |   |   |   | 2 |
| 1 |   |   |   |   |   |   |   |   | 1 |
|   | a | b | c | d | e | f | g | h |   |

|   | a | b | c | d | e | f | g | h |   |
| 8 |   |   |   |   |   |   |   |   | 8 |
| 7 |   |   |   |   |   |   |   |   | 7 |
| 6 |   |   |   |   |   |   |   |   | 6 |
| 5 |   |   |   |   |   |   |   |   | 5 |
| 4 |   |   |   |   |   |   |   |   | 4 |
| 3 |   |   |   |   |   |   |   |   | 3 |
| 2 |   |   |   |   |   |   |   |   | 2 |
| 1 |   |   |   |   |   |   |   |   | 1 |
|   | a | b | c | d | e | f | g | h |   |

|   | a | b | c | d | e | f | g | h |   |
| 8 |   |   |   |   |   |   |   |   | 8 |
| 7 |   |   |   |   |   |   |   |   | 7 |
| 6 |   |   |   |   |   |   |   |   | 6 |
| 5 |   |   |   |   |   |   |   |   | 5 |
| 4 |   |   |   |   |   |   |   |   | 4 |
| 3 |   |   |   |   |   |   |   |   | 3 |
| 2 |   |   |   |   |   |   |   |   | 2 |
| 1 |   |   |   |   |   |   |   |   | 1 |
|   | a | b | c | d | e | f | g | h |   |

Nachdem Bogoljubow in der ersten Partie mehrmals den Gewinn ausgelassen hatte, kam es zu einem Turmendspiel mit zwei Mehrbauern. Nach der weiteren Zugfolge 61. … Kd4 62. Td8+ Kc3 63. Tc8+ Kd3 64. Td8+ Kc3 65. Tc8+ Kd3 reklamierte Aljechin auf Remis durch Stellungswiederholung. Schiedsrichter Hild folgte dem Antrag. Erst nach der Partie stellte Bogoljubow fest, dass die Stellung nicht dreimal auf dem Brett erschienen war. Die Schachwelt spekulierte darüber, ob Bogoljubow dadurch einen halben Punkt verloren hatte oder die Stellung ohnehin unentschieden war. Zuletzt waren sich die Analysten einig, dass die Stellung für Bogoljubow gewonnen gewesen wäre.
Aljechin gewann in der zweiten Partie nach einer fehlerhaften Kombination Bogoljubows. In der dritten Partie führte Aljechin die Neuerung 3. … a6 nach 1. d4 d5 2. c4 dxc4 3. Sf3 ein. Der ECO-Code D22 wurde später bei der Erstellung der Eröffnungsschlüssel für diese Variante vergeben. Remis nach 27 Zügen. Die Gewinnkombination Aljechins in der vierten Partie ging in die Taktiklehrbücher ein. In der fünften Partie, die in Villingen gespielt wurde, kam Bogoljubow erneut in positionellen Vorteil, erreichte jedoch nur ein Remis. Vor der Abreise aus Villingen wurde am 15. April auf dem alten Münsterplatz noch eine Lebendschachpartie Aljechins gegen Bogoljubow gespielt. Dazu trugen die weißen Steine Villinger und die schwarzen Schwarzwälder Trachten. Die UFA hielt das Ereignis in einem Tonbildstreifen für die Wochenschau fest. Bei der Aufführung kam es zu einer kurzen Panne, als der in eine alte Soldatenuniform gekleidete weiße Damenturm beim Mattzug zunächst mit einer Schusswaffe, die er zur Verstärkung der Mattvorführung abfeuern sollte, auf den eigenen König zielte, aber seinen Fehler noch bemerkte und dann doch auf den gegnerischen König schoss. In Konstanz gab Aljechin eine Simultanvorstellung, bei der er aus 38 Partien 33 gewann, drei remisierte und zwei verlor.
Die sechste Partie sah Aljechin im Angriff. Nachdem er beim Opferangriff den Gewinn ausgelassen hatte, konnte Bogoljubow die Partie verteidigen. In der Schlussstellung nach 60 Zügen war die Festung nicht zu durchbrechen, weshalb sich die Kontrahenten auf Remis einigten.
Die beiden folgenden Partien endeten ebenfalls remis, wobei die siebte nur 17 Züge dauerte; als Ersatz für die kurze Partie wurden den Zuschauern Simultanspiele gegen Hans Kmoch und ein Vortrag von Efim Bogoljubow am Demonstrationsbrett geboten. In der achten Partie erreichte Bogoljubow ein gewonnenes Turmendspiel, das er jedoch zum Remis verdarb.
Aljechin, der deutlich weniger Zeit verbrauchte, gewann die neunte Partie. Erst in der zehnten Partie gelang Bogoljubow nach vorsichtigem Spiel, das vielfach gelobt wurde, ein erster Sieg. In der elften Partie wurde erneut eine gute Stellung von Bogoljubow verloren. Es folgten zwei Remispartien. Bei der 14. Partie, die ebenfalls remis endete, waren Kulturminister Hans Schemm und Reichsminister Hans Frank anwesend. Die Partie wurde für einen ganzen Tag unterbrochen, weil die beiden Kontrahenten am 9. Mai eine Simultanvorstellung im Bürgerbräukeller vortrugen, die von 700 Zuschauern verfolgt wurde. Aljechin gewann 34, remisierte 12 und verlor 4 von 50 Partien. Bogoljubow erzielte 39 Siege, 9 Remis und 3 Niederlagen.
Auch die 15. Partie wurde remisiert. Erst um 23 Uhr reisten die Spieler nach Bayreuth ab. Aljechin wollte zunächst einen Ruhetag beanspruchen, spielte dann aber doch. Mit einer Kombination gewann er, doch nach der Partie folgten Ruhetage.
Am Pfingstsonntag wurde das Duell wieder fortgesetzt. Bogoljubow spielte riskant und verlor die 17. Partie. Die 18. Partie ergab ein Remis nach 20 Zügen. Somit folgten mehrere Ruhetage.
Bei der 19. Partie vergab Bogoljubow erneut einen Gewinn. So wäre in der Diagrammstellung 17. Lxa6 sehr stark gewesen. Kurioserweise wurden am 27. Mai 1934 morgens die zweite Hälfte der 19. und abends die 20. Partie gespielt, wodurch für eine Weltmeisterschaft ungewöhnlich an einem Tag zwei Partien gespielt wurden.
Die 21. Partie war für Bogoljubow klar gewonnen, doch nach einem unerklärlichen Fehler verdarb er die Partie und verlor später sogar noch. Ein Kuriosum erfolgte vor der 22. Partie: Aljechin war in ein falsches Hotel abgestiegen und konnte erst kurz vor Partiebeginn ausfindig gemacht werden, die dann remis endete. Die 23. Partie verlor Aljechin dann jedoch. Auch die 24. Partie, in der Bogoljubow, so die Kommentatoren, höchst zweifelhaft spielte, gewann der Herausforderer. In der 25. Partie folgte jedoch die Entscheidung, als Aljechin einen weiteren Sieg errang.
Da Bogoljubow noch einen unentschiedenen Punktestand hätte erreichen können, folgte noch eine weitere Partie, in der Aljechin mit Mehrbauer Remis anbot. Bogoljubow willigte in der Diagrammstellung ein, womit Aljechin seine Titelverteidigung erfolgreich beendet hatte.

## Nachbetrachtungen
Die Kritiker waren uneins über Aljechins Spiel. Nach Angaben der Deutschen Schachblätter soll Capablanca von „25 Prozent Begabung und 75 Prozent Bluff“ in Aljechins Spielführung ausgegangen sein, während Aljechin von anderen Kritikern für „seine Erfindungsgabe, seine erstaunliche Widerstandskraft, seine glänzende Taktik und – last not least – seine psychologische Behandlung des Gegners“ gelobt wurde. An den Partien wurde viel ausgesetzt, da diese die schachlichen Erwartungen nicht erfüllt hatten. Ein Grund dafür wurde darin gesehen, dass es Bogoljubow vielfach nicht gelang, Partievorteile zum Sieg auszunutzen.
Hans Kmoch wies bereits nach der ersten Wettkampfhälfte darauf hin, dass die Kontrahenten großen Kampfgeist zeigten. Er drückte gegenüber beiden Spielern seine Bewunderung für deren mutiges Spiel aus. Nach dem Wettkampf schrieb er, dass Bogoljubow „sich befähigt zeigte, gegen jedermann (also auch gegen den Weltmeister!) Gewinnstellungen zu erreichen“, jedoch durch seine geschwächten Nerven den Vorteil nicht auszunutzen vermochte. Kmoch stellte fest, dass beide Meister nicht ihre beste Leistung gezeigt hatten. Bogoljubow habe dennoch „eine Reihe prächtiger strategischer Leistungen“ vollbracht, wobei er stärker als 1929 gespielt habe. Die Partien seien allgemein scharf angelegt gewesen, wodurch sie fesselnd waren.
In einem Artikel in der Wiener Schachzeitung, von dem sich deren Schriftleiter Albert Becker teilweise distanzierte, vertrat Jacques Hannak eine andere Meinung: Aljechin habe klar überlegen gesiegt. Im Gegensatz zu 1929 sei Bogoljubow kein ernsthafter Herausforderer gewesen. Ein würdiger Gegner wäre nach Hannaks Ansicht Capablanca, Euwe oder Flohr gewesen, nicht aber Bogoljubow, dem Hannak aufgrund der vielen vergebenen Möglichkeiten mangelndes Können vorwarf. Bogoljubow habe „ganz miserabel gespielt“, aber auch Aljechin beginne, nachzulassen. Er müsse zeigen, dass er den Weltmeistertitel verdient habe.
Aljechin bezeichnete in seinem Buch My Best Games of Chess die Weltmeisterschaft 1934 als „vom sportlichen Gesichtspunkt aus nutzlos“, und er sei sich „sicher gewesen, Bogoljubow wäre nicht mehr in der Lage, seine Möglichkeiten im Spiel gegen mich auszuschöpfen.“
Aaron Nimzowitsch berichtete in seiner Schachkolumne in der niederländischen Zeitung De Telegraaf, dass Bogoljubow sich von Aljechin hypnotisiert gefühlt und deswegen Gewinnfortsetzungen verpasst habe. Emanuel Lasker führte in seinem Turnierbuch dagegen aus, dass Bogoljubow in komplizierten Stellungen zu schnell ermüdete und seine Niederlage daher auf mangelndes Training zurückzuführen sei.
Savielly Tartakower verlautete in einem Jahresrückblick, dass der Weltmeisterthron weiter gefestigt wurde, was vor allem an Aljechins Erfolgen auch außerhalb des Zweikampfs lag. So gewann Aljechin 1934 die letzten acht Partien des Zürcher Großturniers, wobei er laut Tartakower einen „Glanzsiege gegen Lasker“ errang. Als schönstes Schlussspiel nannte Tartakower jedoch die aus heutiger Sicht umstrittene Partie zwischen Ortueta und Sanz in Madrid. Bei einer ebenfalls vorgeschlagenen Weltrangliste wollte Tartakower nur Aljechin auf der höchsten sowie Capablanca und Lasker auf der Ehrenstufe platzieren.
Stefan Kindermann schätzt die Qualität der Partien aus heutiger Sicht als „erstaunlich schwach“ ein. Bogoljubow sei Aljechin in dem Wettkampf strategisch klar überlegen gewesen, habe seine in der Eröffnung und dem frühen Mittelspiel errungenen Vorteile aber zumeist in der Zeitnotphase durch grobe Fehler wieder verspielt. Aljechin habe ideenlos und erschöpft gewirkt, konnte sich aber in kritischen Momenten zusammenreißen.

## Folgen
Ein Zweikampf zwischen Aljechin und Euwe im Herbst 1935 sowie ein Revanchekampf gegen Capablanca in frühestens zwei Jahren wurden nach dem Ende der Weltmeisterschaft anvisiert. Die Vorbereitungen zu beiden Zweikämpfen waren in den Niederlanden respektive Buenos Aires im Gang.
Aljechin verlor dann 1935 den Weltmeisterschaftskampf gegen Max Euwe und gewann den Titel 1937 zurück. Ein neues Match gegen Capablanca fand nicht statt. Somit blieb die Schachweltmeisterschaft 1927 der einzige Weltmeisterschaftskampf zwischen Aljechin und Capablanca. Der estnische Meister Paul Keres, der zu dieser Zeit als stärkster Spieler der Welt galt, forderte Aljechin nach dem Sieg im AVRO-Turnier 1938 heraus; dieser stellte jedoch überzogene Forderungen, was mit einer Ablehnung der Herausforderung gleichzusetzen war. Aljechin konnte anschließend wegen des Zweiten Weltkriegs keinen weiteren Zweikampf mehr spielen, obwohl Vorbereitungen für ein Match gegen Michail Botwinnik bereits liefen. Anderen Quellen zufolge waren die Verhandlungen mit Botwinnik ebenfalls gescheitert. Aljechin verstarb 1946 als unbesiegter Weltmeister, was zu einem zweijährigen Interregnum führte. Schließlich gelang es Botwinnik, das FIDE-Weltmeisterschaftsturnier 1948 zu gewinnen und damit die Nachfolge Aljechins anzutreten.
Der Zweikampf zwischen Aljechin und Bogoljubow war die letzte Schachweltmeisterschaft in Deutschland bis zur Schachweltmeisterschaft 2008.